# Ordem de Batalha Tannenberg (1914)
Ordem de batalha dos Exércitos Russo e Alemão na Batalha de Tannenberg, de 17 de agosto a 2 de setembro de 1914.

## Frente Noroeste (Império Russo)
General Shilinski, Comandante da Frente (ausente)
Major-general Sir Alfred Knox, adido militar britânico (destacado junto ao II Exército)

### I Exército Russo
General Paul von Rennenkampf, comandante
Tenente-general Mileant, chefe de Estado-maior

#### II Corpo de Exército
(transferido do II Exército em 22 de agosto de 1914) - General Scheidemann
- 26ª Divisão de Infantaria
- 43ª Divisão de Infantaria

#### III Corpo de Exército
General Jepantschin
- 25ª Divisão de Infantaria
- 27ª Divisão de Infantaria

#### IV Corpo de Exército
General Aliew
- 30ª Divisão de Infantaria
- 40ª Divisão de Infantaria

#### XX Corpo de Exército
General Smirnow
- 28ª Divisão de Infantaria
- 29ª Divisão de Infantaria

#### Independentes
- 56ª Divisão de Infantaria
  - 221° Regimento de Infantaria Roslav
  - 222° Regimento de Infantaria Krasnan
  - 223° Regimento de Infantaria Odoev
  - 224° Regimento de Infantaria Yukhnov
  - 73° Brigada de Artilharia (Reserva)
- 5ª Brigada de Fuzileiros
- 1ª Divisão de Cavalaria de Guarda - Tenente-general Kasnakow
  - 1ª Brigada
    - Regimento de Cavalaria de Guarda
    - Regimento de Cavalaria de Guarda

  - 2ª Brigada
    - Regimento de Couraceiros de Guarda do Imperador
    - Regimento de Couraceiros de Guarda da Imperatriz Maria
- 2ª Divisão de Cavalaria de Guarda - Tenente-general Rauch
  - 1ª Brigada
    - Regimento de Granadeiros Guardas a Cavalo
    - Regimento de Ulanos de Guarda da Imperatriz

  - 2ª Brigada
    - Regimento de Dragões de Guarda
    - Regimento de Hussardos de Guarda do Imperador
- 1ª Divisão de Cavalaria - Tenente-general Romeiko-Gurko
- 2ª Divisão de Cavalaria - Tenente-general Chan Hussein Nachitschewanski
- 3ª Divisão de Cavalaria - Tenente-general Belgard
- 1ª Brigada de Cavalaria Independente
  - 19° Regimento de Dragões
  - 16° Regimento de Hussardos
  - 3ª Bateria a Cavalo
- 1ª Brigada de Artilharia Pesada

### II Exército Russo
General Alexander Samsonov, comandante
Major-general Postowski, chefe de Estado-maior

#### I Corpo de Exército
General Artamanov, liberado em 28 de agosto - Tenente-general Duschkewitsch
- 22ª Divisão de Infantaria
- 24ª Divisão de Infantaria

#### VI Corpo de Exército
General Blagowjeschtschenski
- 4ª Divisão de Infantaria
- 16ª Divisão de Infantaria

#### XIII Corpo de Exército
Tenente-general Klujew
- 1ª Divisão de Infantaria
- 36ª Divisão de Infantaria

#### XV Corpo de Exército
General Martos
- 6ª Divisão de Infantaria
- 8ª Divisão de Infantaria

#### XXIII Corpo de Exército
General Kondratowitsch
- 2ª Divisão de Infantaria
- 3ª Divisão de Infantaria de Guarda
  - 1ª Brigada
    - Regimento de Guarda Lituânia
    - Regimento de Guarda Kexholm - Coronel Sirelius

  - 2ª Brigada
    - Regimento de Guarda São Petersburgo
    - Regimento de Guarda Wolhyna

#### Independentes
- 1ª Brigada de Fuzileiros
- 4ª Divisão de Cavalaria - Tenente-general Tolpygo
- 6ª Divisão de Cavalaria - Tenente-general Roop
- 15ª Divisão de Cavalaria - Tenente-general Ljudomirow
- 2ª Brigada de Artilharia Pesada

## VIII Exército (Império Alemão)
Coronel-general Maximilian von Prittwitz, comandante (substituído em 23 de agosto de 1914)

Coronel-general Paul von Hindenburg, comandante
Major-general Erich Ludendorff, chefe de Estado-maior

Major-general Grünert, intendente

Major-general Kersten, chefe da Engenharia

Tenente-coronel Max Hoffmann, chefe de Operações

### I Corpo de Exército
General Hermann von François, comandante

#### 1ª Divisão de Infantaria
Tenente-general von Conta, comandante
- 1ª Brigada de Infantaria - Major-general von Trotha
  - 1° Regimento de Granadeiros - Tenente-coronel Eggerss
  - 41° Regimento de Infantaria - Coronel Schönfeld
- 2ª Brigada de Infantaria - Major-general Paschen
  - 3° Regimento de Granadeiros - Coronel von Wedel
  - 43° Regimento de Infantaria - Coronel von Eisenhart-Rothe
- 1ª Brigada de Artilharia de Campanha - Major-general Moewes
  - 16° Regimento de Artilharia de Campanha - Colonel Bromeis
  - 52° Regimento de Artilharia de Campanha - Colonel Hellwig
- 8° Regimento de Ulanos - Tenente-coronel Freiherr Schäffer von Bernstein

#### 2ª Divisão de Infantaria
Tenente-general von Falk, comandante
- 3ª Brigada de Infantaria - Major-general Mengelbier
  - 4° Regimento de Granadeiros - Coronel Stern
  - 44° Regimento de Infantaria - Coronel von Löper
- 4ª Brigada de Infantaria - Major-general Böß
  - 33° Regimento de Fuzileiros - Tenente-coronel Weicke
  - 45° Regimento de Infantaria - Coronel Maaß

### XVII Corpo de Exército
General August von Mackensen, comandante

#### 35ª Divisão de Infantaria
Tenente-general Hennig, comandante
- 70ª Brigada de Infantaria - Major-general Schmitt von Knobelsdorf
  - 21° Regimento de Infantaria - Coronel Brunnemann
  - 61° Regimento de Infantaria - Major Lüdecke
- 87ª Brigada de Infantaria - Major-general von Hahn
  - 141° Regimento de Infantaria - Tenente-coronel von Steinkeller
  - 176° Regimento de Infantaria - Major Runge
- 35ª Brigada de Artilharia - Major-general Uhden
  - 71° Regimento de Artilharia de Campanha - Tenente-coronel Hecht
  - 81° Regimento de Artilharia de Campanha - Tenente-coronel Bertog
- 4° Regimento de Fuzileiros Montados - Tenente-coronel Freiherr von Lön

#### 36ª Divisão de Infantaria
Tenente-general Konstanz von Heineccius, comandante
- 69ª Brigada de Infantaria - Major-general von Engelbrechten
  - 129° Regimento de Infantaria - Coronel Breßler
  - 175° Regimento de Infantaria - Tenente-coronel Schleenstein
- 71ª Brigada de Infantaria - Coronel von Dewitz
  - 5° Regimento de Granadeiros - Coronel Freiherr von Eichendorff
  - 128° Regimento de Infantaria - Coronel von Tresckow
- 36ª Brigada de Artilharia - Major-general Hahndorff
  - 36° Regimento de Artilharia de Campanha - Major Waldeyer
  - 72° Regimento de Artilharia de Campanha - Coronel von Rabenau
- 5° Regimento de Hussardos - Coronel Freiherr von Barnekow

### XX Corpo de Exército
General Friedrich von Scholtz, comandante

#### 37ª Divisão de Infantaria
Tenente-general Hermann von Staabs, comandante
- 73ª Brigada de Infantaria - Major-general Wilhelmi
  - 147° Regimento de Infantaria - Coronel Ritzsch
  - 151° Regimento de Infantaria - Coronel Dorsch
  - 1° Batalhão de Caçadores - Major Weigelt
- 75ª Brigada de Infantaria - Major-general von Böckmann
  - 146° Regimento de Infantaria - Coronel von Heydebreck
  - 150° Regimento de Infantaria - Coronel Küster
- 37ª Brigada de Artilharia de Campanha - Major-general Buchholz
  - 73° Regimento de Artilharia de Campanha - Coronel Forst
  - 82° Regimento de Artilharia de Campanha - Tenente-coronel Plantier
- 11° Regimento de Dragões - Tenente-coronel Maaß

#### 41ª Divisão de Infantaria
Major-general Sontag, comandante
- 72ª Brigada de Infantaria - Major-general Schaer
  - 18° Regimento de Infantaria - Coronel Mecke
  - 59° Regimento de Infantaria - Coronel Sonntag
- 74ª Brigada de Infantaria - Major-general Reiser
  - 148° Regimento de Infantaria - Coronel von der Osten
  - 152° Regimento de Infantaria - Coronel Geisler
- 41ª Brigada de Artilharia de Campanha - Major-general Neugebauer
  - 35° Regimento de Artilharia de Campanha - Tenente-coronel Wilke
  - 79° Regimento Artilharia de Campanha - Tenente-coronel Marcus
- 10° Regimento de Dragões - Tenente-coronel von Lewinski

### I Corpo de Exército da Reserva
Tenente-general Otto von Below, comandante

#### 1° Divisão da Reserva
Tenente-general von Förster, comandante
- 1ª Brigada de Infantaria da Reserva - Major-general Barre
  - 1° Regimento de Infantaria da Reserva - Tenente-coronel von Sommerfeld und Falkenhayn
  - 3° Regimento de Infantaria da Reserva - Tenente-coronel von Steuber
- 72ª Brigada de Infantaria da Reserva - Major-general Licht
  - 18° Regimento de Infantaria da Reserva - Tenente-coronel Freiherr von Lützow
  - 59° Regimento de Infantaria da Reserva - Tenente-coronel Modrow

1° Batalhão de Caçadores da Reserva - Capitão Mellin
- 1° Regimento de Artilharia de Campanha da Reserva - Tenente-coronel Schulz

#### 3ª Divisão da Reserva
Tenente-general von Morgen, comandante
- 5ª Brigada de Infantaria da Reserva - Major-general Hesse
  - 2° Infantaria da Reserva - Tenente-coronel Rodig
  - 9° Infantaria da Reserva - Tenente-coronel Wobring
- 6ª Brigada de Infantaria da Reserva - Major-general Krause
  - 34° Regimento de Infantaria da Reserva - Coronel Hein
  - 49° Regimento de Infantaria da Reserva - Tenente-coronel Freiherr von Eberstein
- 3° Regimento de Artilharia de Campanha da Reserva - Major Erhardt
- 5° Regimento de Dragões da Reserva - Major von Götz
- 1° Regimento de Ulanos da Reserva - Major Berner

#### 36ª Divisão da Reserva
Major-general Kruge, comandante
- 69ª Brigada de Infantaria da Reserva - Major-general Homeyer
  - 21° Regimento de Infantaria da Reserva - Tenente-coronel Heyn
  - 61° Regimento de Infantaria da Reserva - Coronel Immanuel
  - 2° Batalhão de Caçadores da Reserva - Capitão Brückner
- 70ª Brigada de Infantaria da Reserva - Major-general Bett
  - 5° Regimento de Infantaria da Reserva - Tenente-coronel Graf zu Reventlow
  - 54° Regimento de Infantaria da Reserva - Coronel von Tippelskirch
- 36° Regimento de Artilharia de Campanha da Reserva - Tenente-coronel Lannert
- 1° Regimento de Hussardos da Reserva - Major von Borcke

#### 1ª Divisão Landwehr
Tenente-general Georg Freiherr von der Goltz, comandante
- 33ª Brigada Mista Landwehr - Major-general von Örtzen
  - 75° Regimento de Infantaria Landwehr - Tenente-coronel von Stwolinski
  - 76° Regimento de Infantaria Landwehr - Tenente-coronel Billig
- 34ª Brigada Mista Landwehr - Major-general von Pressentin
  - 31° Regimento de Infantaria Landwehr - Tenente-coronel von Lilienhoff-Zwowitzki
  - 84° Regimento de Infantaria Landwehr - Coronel Becker
- Regimento de Cavalaria Landwehr - Capitão von Sydow

### 1ª Divisão de Cavalaria
Tenente-general Brecht
- 1ª Brigada de Cavalaria - Coronel von Glasenapp
  - 3° Regimento de Couraceiros "Count Wrangel" (East Prussian) - Tenente-coronel von Lewinski
  - 1° Regimento de Dragões "Prince Albrecht of Prussia" (Lithuanian) - Tenente-coronel Graf von Kanitz
- 2ª Brigada de Cavalaria - Major-general Freiherr von Kapherr
  - 12° Regimento de Ulanos (Lithuanian) - Coronel von Below
  - 9° Regimento de Caçadores de Pferde - Tenente-coronel von Koppelow
- 41ª Brigada de Cavalaria - Major-general von Hofmann
  - 5° Regimento de Couraceiros "Duke Frederick Eugene of Württemberg" (West Prussian) - Tenente-coronel von Rex
  - 4° Regimento de Ulanos "von Schmidt" (1st Pomeranian) - Major Charisius

### Outras unidades
- Reserva de Königsberg - Tenente-general von Pappritz
- Divisão da Fortaleza de Königsberg - Tenente-general Brodrück
- Divisão da Fortaleza de Thorn - Tenente-general von Schmettau
- Divisão da Fortaleza de Graudenz - Major-general Fritz von Unger
- Brigada da Fortaleza de Lötzen - Coronel Busse
- 6ª Brigada Landwehr - Major-general Kramer
- 70ª Brigada Landwehr - Major-general Breithaupt

### Reforços
- Divisão da Fortaleza de Posen
- 1ª Divisão Landwehr
- 2ª Brigada Landwehr - Coronel Freiherr von Lupin

### Reforços da Frente Ocidental
- XI Corpo de Exército
  - 22ª Divisão
  - 38ª Divisão
- Corpo de Guardas da Reserva
  - 3ª Divisão de Infantaria de Guarda
  - 1ª Divisão de Guardas da Reserva